# Каја (држава)
Каја је једна од држава Мјанмара. Има 286.738 становника (подаци из 2014. године), а главни град је Лојко. Већински народ ове државе је Каја. 